# 글록 26
글록26은 글록에서 만든 컴팩트권총이다. 민수용으로 많이 사용되며 탄환은 9 × 19 mm 패러벨럼을 사용
한다.

## 같이 보기
- 권총 목록#자동권총
- 글록18
- 존윅
- 글록17
- 글록19
- 글록권총
- 글록

## 대중 문화속의 글록 26
- 존윅의 키아누 리브스가 서브건으로 사용했다.